# IC 5197
IC 5197 — галактика типу SBb (компактна витягнута галактика) у сузір'ї Тукан.
Цей об'єкт міститься в оригінальній редакції індексного каталогу.